# La storia del fornaretto di Venezia
La storia del fornaretto di Venezia è un film del 1952 diretto da Giacinto Solito.

## Trama
La nota vicenda tragica di Pietro Tasca, il fornaretto veneziano ingiustamente accusato e giustiziato da innocente nel 1507 per l'omicidio di Alvise Venier. La storia però si conclude con un lieto fine: all'ultimo istante utile viene riconosciuta l'innocenza del giovane, che evita la condanna capitale e può riabbracciare Lisa.